# 石黒史剛
石黒 史剛（いしぐろ ふみたけ、12月12日 - ）は、日本の男性声優。愛知県豊川市出身。ケンユウオフィス所属。

## 略歴
マウスプロモーション付属俳優養成所、アミューズメントメディア総合学院、映像テクノアカデミア出身。かつてはJac in productionに所属していた。2018年4月1日付けでケンユウオフィスに預かり所属となる。

## 人物
方言は三河弁。
趣味には音楽鑑賞、ライブ鑑賞をそれぞれ挙げている。特技はギター、ベース演奏、ダンスをそれぞれ挙げている。

## 出演

### テレビアニメ
2015年
- 旦那が何を言っているかわからない件 2スレ目（男性客C）

2018年
- ポチっと発明 ピカちんキット（おじさん）
- BORUTO-ボルト- NARUTO NEXT GENERATIONS（紺ツチ）
- 青春ブタ野郎シリーズ（2018年 - 2025年、校長、関本、司会の学生、同級生男） - 2シリーズ

2019年
- どろろ（密偵、兵A、男、雑兵A、ミドロ 他）
- 川柳少女（交流会のおじさんC）
- XL上司。（社員②）
- アサシンズプライド（観客、ジンの部下）
- 警視庁 特務部 特殊凶悪犯対策室 第七課 -トクナナ-（江口）

2020年
- 恋する小惑星（JAXA 解説員）
- 歌舞伎町シャーロック（タクシーの運転手）
- キングダム（2020年 - 2024年、田永、蒙驁軍副官A、李白軍副官、報告係B、秦の副官A 他） - 3シリーズ
- 『ヒプノシスマイク -Division Rap Battle-』Rhyme Anima（2020年 - 2023年、警部、課長、老店主、雷電坊、背負鶴 他） - 2シリーズ
- 魔女の旅々（役員）

2021年
- 回復術士のやり直し
- オッドタクシー（ラジオキャスター）
- 真の仲間じゃないと勇者のパーティーを追い出されたので、辺境でスローライフすることにしました（ルドルフ）
- ドラえもん（テレビ朝日版第2期）（2021年 - 2023年、お客②、評論家、郵便屋さん）

2022年
- 東京24区（肉の万来、ニュースキャスター、記者、船長、ガイケイ 他）
- スローループ（おじさん）
- ハコヅメ〜交番女子の逆襲〜（男）
- VAZZROCK THE ANIMATION（監督）
- ピーター・グリルと賢者の時間 Super Extra（ベジタリア）
- 僕のヒーローアカデミア（2022年 - 2024年、CRC団員、特派員） - 2シリーズ

2023年
- THE MARGINAL SERVICE（レポーター、他隊員、警備員、半魚人、境界人 他）
- 天国大魔境（不滅教団）
- 彼女が公爵邸に行った理由
- ダークギャザリング（夜宵の父、男子生徒、学生、霊、武士 他）
- パズドラ（係員）
- BEYBLADE X（2023年 - 2025年、陣内バリキ、門下生、教授、黒服、役員）
- MFゴースト（2023年 - 2024年、セコンドB、山谷、男性A、男性、料理店店員 他） - 2シリーズ
- 鴨乃橋ロンの禁断推理（鑑識、スタッフ）
- 聖剣学院の魔剣使い（兵士）
- ポーション頼みで生き延びます!（指揮官）
- 魔法使いの嫁 SEASON2（浮浪者）
- 川越ボーイズ・シング（野次馬）
- 私の推しは悪役令嬢。（サーラス＝リリウム）

2024年
- ダンジョン飯（村人1）
- 名探偵コナン（作業員）
- 狼と香辛料 MERCHANT MEETS THE WISE WOLF（刺客）
- オーイ!とんぼ（悪礫島の男、島真一郎） - 2シリーズ
- シンカリオン チェンジ ザ ワールド（2024年 - 2025年、最上ガンマ）
- 逃げ上手の若君（諏訪盛高、時継）
- ポケットモンスター（2024年 - 2025年、客、丘サーファー野郎）
- 異世界ゆるり紀行 〜子育てしながら冒険者します〜（八百屋）
- 未来の黒幕系悪役令嬢モリアーティーの異世界完全犯罪白書（執事）
- 烏は主を選ばない（鵄の手下）
- 歴史に残る悪女になるぞ（誘拐犯）
- ありふれた職業で世界最強 season 3（帝国兵）

2025年
- 日本へようこそエルフさん。（手下B、街の男A）
- カードファイト!! ヴァンガード Divinez（使用人）
- トリリオンゲーム（鳶職人）
- UniteUp! -Uni:Birth-（プロデューサー）
- チ。-地球の運動について-（衛兵）
- Aランクパーティを離脱した俺は、元教え子たちと迷宮深部を目指す。（護衛A）
- 異修羅（傭兵）
- 華Doll*-Reinterpretation of Flowering-（医療スタッフ、ゴシップ記者、アイドルF、試験官、スタッフ）
- TO BE HERO X（リポーター、来客、MC）
- ヴィジランテ-僕のヒーローアカデミア ILLEGALS-（筋肉質の男、助監督）
- 神椿市建設中。（店主、通行人）
- 帝乃三姉妹は案外、チョロい。（審判）

### 劇場アニメ
- 青春ブタ野郎はゆめみる少女の夢を見ない（2019年、校長）
- 映画 オッドタクシー イン・ザ・ウッズ（2022年）
- らくだい魔女 フウカと闇の魔女（2023年、クラスメイト）

### Webアニメ
- 日本沈没2020（2020年、怒っている男）
- PLUTO（2023年、警官B）
- Duel Masters LOST 〜月下の死神〜（2024年、年配刑事）

### ゲーム
2012年
- シェルノサージュ〜失われた星へ捧ぐ詩〜

2017年
- スター・ウォーズ バトルフロントII (2017) Season9

2018年
- リバースユニオン（ダイナ・トイ・ハート / スパークリングドラゴン）
- ロスト・アーク（ミカエル、看守長タリエル、バーテンダーロイ）

2019年
- ポケモンガオーレ（ベテランしゃいんナオカタ）
- Days Gone
- 元気封神:Reverse（燃灯、閻魔、館長 他）
- 逆転オセロニア（ハオ・ラン）
- クイズRPG 魔法使いと黒猫のウィズ（ラズマ・クルックス、タカシ、オノウエヒカル、ラーメン屋のおやじ〈おやっさん〉）
- デュエル・マスターズ プレイス（2019年 - 2020年、聖霊王アヴァラス、クリスタル・パラディン、超神龍バイラス・テンペスト）

2020年
- キングダムDASH!!（田永）
- ライフ イズ ストレンジ2
- ユートピア・ゲート〜双子の女神と未来へのつばさ〜（レオ）
- ファイナルファンタジーVII リメイク
- ビルシャナ戦姫 〜源平飛花夢想〜（吉次信高）
- アサシン クリード ヴァルハラ（ヘレフリス）
- Marvel's Spider-Man:Miles Morales

2021年
- LOST JUDGMENT 裁かれざる記憶（赤池靖史）

2022年
- Horizon Forbidden West
- ポケモンマスターズEX

2023年
- OCTOPATH TRAVELER II（教皇イェルク）

2024年
- ゴブリンスレイヤー -ANOTHER ADVENTURER- NIGHTMARE FEAST
- 東京ディバンカー（ロミオ・スコーピウス・ルッチ）
- メタファー:リファンタジオ

### ドラマCD
- 華Doll*1st season 〜Flowering〜（男、医療棟職員）
- DIG-ROCK RUBIA Leopard Vol.1（インタビュアーB、スタッフB）
- DIG-ROCK Impish Crow Vol.2（カメラマン、事務員）
- ムリ婚。（百貴の父）

### BLCD
- シュガードラッグ（江島）

### デジタルコミック
- バッファロー5人娘（2013年）
- フロアンダーズ～flounders～（2021年、店長）[12]
- コンプレックスハーモニー（2021年、吉岡先生）[13]
- ヒモ、拾いました。（2021年、先輩社員[14]、四宮[15]）

### 吹き替え

#### 映画
- ARGYLLE/アーガイル
- アーミー・オブ・ザ・デッド（デイモン〈コリン・ジョーンズ〉[16]）
- 愛の行方（アダム）
- アイリッシュマン（FBI捜査官①、スリー・フィンガーズ、マルコ・ロッシ）
- アクシデントマン:ヒットマンズホリデー（ポコ〈ボウ・ファウラー〉）
- いつかはマイ・ベイビー（エンリケ）
- ヴァレンタイン ヒーロー誕生（ウンブラ、シャドー）
- ウィキッド ふたりの魔女[17]
- X-MEN:ダーク・フェニックス（男性担当(1)[18] 他）
- オッペンハイマー（ロッシ・ロマニッツ〈ジョッシュ・ズッカーマン〉[19]）
- カサンドロ リング上のドラァグクイーン
- カムガール（パリ・ピーターソン）
- ザ・コンクエスト シベリア大戦記（ザイサン）
- ザ・フォーリナー/復讐者（フィッシャー、グレイグ）
- 猿の惑星/キングダム[20]
- 史上最高のカンパイ! 戦地にビールを届けた男（ヒエン）
- シチリアーノ 裏切りの美学（ジュゼッペ・ピッポ・カロ）
- シャークネード ラスト・チェーンソー 4DX（ベンジャミン・フランクリン〈レスリー・ジョーダン〉）
- 355（ヨナス〈シルヴェスター・グロート〉[21]）
- セクスタプレッツ -オレって六つ子だったの?-（トラック運転手）
- セプテンバー5
- 戦慄のリンク（ダイ・ユンツォン〈ハン・チウチ〉）
- ターミネーター:ニュー・フェイト（テランス）
- 007/ノー・タイム・トゥ・ダイ（ラボの男4[22]）
- D-デイ ノルマンディー1944（パワーズ中尉、ニコライ）
- ドラゴン・スクワッド（ケイマン、ライアン、指揮官、元軍人）
- バービー（マテル社の使い[23]）
- パワー・オブ・ザ・ドッグ（牧童）
- ビューティフル・ボーイ（医者 他）
- フォードvsフェラーリ（エディ、ジム、バート、パイロット1）
- ブルータル・ジャスティス（カルバート警部）
- プレデター:ザ・プレイ（パアカ）
- プロジェクトV（ホワイトドッグ[24]）
- ホーカスポーカス2（ビリー・ブッチャーソン〈少年時代〉）
- ホステル2（スチュアート〈ロジャー・バート〉）
- 炎の少女チャーリー
- マー -サイコパスの狂気の地下室-（グレンジャー巡査〈テイト・テイラー〉）
- マダム・ウェブ[25]
- Mank/マンク（給仕長、助監督）
- ムーンショット（英語版）（カルビン〈メイソン・グッディング〉[26]）
- MEG ザ・モンスターズ2（マシン音声男[27]）
- モーグリ: ジャングルの伝説（長老オス1）
- ユダ&ブラック・メシア 裏切りの代償（ホセ、ホワイト、コンプトン）
- ラブ・アゲイン 2度目のプロポーズ（ミョンテ〈チョン・サンフン〉）
- ロンドン・バーニング（ニール・ベケット〈ノエル・クラーク〉）
- 私は世界一幸運よ

#### ドラマ
- アガサ・クリスティ 無実はさいなむ（使用人）
- アブセンシア〜FBIの疑心〜（タイラー・ブランドン・ミルズ）
- アメリカン・ホラー・ストーリー(動画配信者）
- イージー シーズン3（トミー）
- インスティンクト -異常犯罪捜査-（ノア、ニコラス、鑑識官）
- ウィッチャー（ダネク、宿屋の主人、助役、側近男）
- ヴォルテール高校へようこそ（アプルボウム、エルマン、ロベール）
- 宇宙船レッド・ドワーフ号 シーズン12（自販機404〈ダニエル・バーカー、オリヴァー・モルトマン〉[28]）
- FBI: 特別捜査班（パトリック、シェン、シェイ刑事、クリストファー 他）
- カウンターパート/暗躍する分身（オスマン、リッキー、モリッツ、カール）
- カササギ殺人事件（サジッド・カーン）
- カサンドラ（スティーヴ〈フィリップ・シュナック〉）
- 9-1-1: LA救命最前線（デイヴ・モリシー〈ジョン・マーシャル・ジョーンズ〉、ジャマール、ダリウス、アルバート、フォスター 他）
- キリング・イヴ/Killing Eve（特殊部隊1）
- クィア・アズ・フォーク（マーヴィン〈エリック・グレーズ〉）
- クープ & キャミ どっちがイイ?（ブルネル、モーズリー、見学夫、アナウンサー 他）
- グッド・ドクター（ケヴィン）
- クイーン・オブ・ザ・サウス 〜女王への階段〜（ペカス、ミゲル）
- ケイブ・レスキュー: タイ洞窟決死の救出（アラン、オド）
- ゴッドファーザー・オブ・ハーレム（カシアス・クレイ）
- ザ・ウィドウ 〜真実を求めて〜（ブルグ医師）
- ザ・クラウン（パトリック・ディーン、ジェームズ・ジーザス・アングルトン 他）
- ザ・ラウデスト・ボイス-アメリカを分断した男-（デヴィッド・アクセルロッド）
- ザ・ルーキー 40歳の新米ポリス!?（ヴァンス、アクセル、グリーソン）
- サンタクラリータ・ダイエット シーズン3（ヤンコ 他）
- シー・ハルク:ザ・アトーニー（セバスチャン、受付）
- シカゴ・ファイア シーズン6（カール・グリソム、ザック、ライアン・ペース）
- シカゴ P.D.（ダニエル・メンドーサ、スピロ・ダロン、ジェイソン・リゾ、ハーパー 他）
- 神話クエスト:レイヴンズ・バンケット（ルー 他）
- SUITS/スーツ シーズン8（ジェームス）
- SUITS:ジェシカ・ピアソン（ニヴンス、ダンバー、ロマルド、テイラー 他）
- スハウエンダム〜12の疑惑〜（エリック、マックス、ヤネック）
- ダーケスト・マインド
- ディキンスン 〜若き女性詩人の憂鬱〜（ヘンリー、ハンフリー、御者）
- デス（カール）
- となりのサインフェルド（カール、ミーシャ）
- ドラキュラ伯爵（ポートマン）
- ナルコス:メキシコ編（アレクス、DEA捜査官）
- パーフェクト・デート（青ジャケ青年）
- ハンドメイズ・テイル/侍女の物語（守護者）
- ピーキー・ブラインダーズ シーズン5（バーニー、リーダー）
- ビバリーヒルズ再会白書（マシュー、受付スタッフ、ジェフ）
- ビビ&ティナ 〜魔法におまかせ!〜（アレックス）
- ファーストレディ[29]（ジョン・エドガー・フーヴァー）
- BULL / ブル 法廷を操る男 シーズン3（ピーター・マンスレー、陪審員長）
- ホット・ゾーン（ブレット、アドゴ）
- HALSTON/ホルストン（エド・オースティン）
- マーベラス・ミセス・メイゼル シーズン2（ベンジャミン・エッテンバーグ〈ザッカリー・リーヴァイ〉）
- マダム・セクレタリー（ブレイク・モラン〈エリック・バーゲン〉）
- 未来の大統領の日記（CJ）
- Uボート ザ・シリーズ 深海の狼（ラルフ、ペーター、マルク）
- リンク: ふたりのシンパシー（コ・チャンス）
- レイジング・ディオン（マリク）
- 恋慕（ウォンサン君）
- ロング・ナイト 沈黙的真相（ジョウ）
- わたしとバンと3人のパパ（エージェント）

#### アニメ
- アイドルプリンセス★ロリロック
- アルビン!&しまっピーズ（アルビン）
- ヴォクス・マキナの伝説（ヴァクス）
- カーズ・オン・ザ・ロード
- 時光代理人 -LINK CLICK-（占い師）
- 卓球少女 -閃光のかなたへ-（審判[30]）
- 天官賜福（神官、賞金稼ぎ、鬼、臣下）
- ドラゴン王子（サリーア、男性議員）
- ビッグシティ・グリーン（戦士）
- ボージャック・ホースマン シーズン6（ジェイ、デイサン、フリー、ダグ、グレッグ、ウェイター、牧師）
- ミッチェル家とマシンの反乱
- ユーフーしゅつどう! シーズン2（ブーキー、サニー）
- ラスト・キッズ・オン・アース（ベリーバスター）
- ラブ、デス&ロボット（兵士 他）
- レゴ ジュラシック・ワールド（ジェレミー、黒人男）

### ナレーション
- 警視庁 特殊詐欺 殿さま編

### ボイスオーバー
- オン・ポワント〜若きバレエダンサーたち（アーチ、クリス、スコット、クリスの父）
- 希望の言葉、フェイエノールト（トールンストラ）
- 仰天!運び屋 vs 取締屋 in 全米エアポート
- ディスカバリーチャンネル「戦火の兵器大全」（A・ジョーンズ）
- 逃亡者 カルロス・ゴーン 数奇な人生
- ナショナル ジオグラフィック「仰天！海の底まる見え検証」
- Netflix MOVE -そのステップを紐解く-
- 野生動物を救え!（コリン）

### シリーズ一覧
1. ↑  『バニーガール先輩』（2018年）、『サンタクロース』（2025年）
2. ↑  第3シリーズ（2020年 - 2021年）、第4シリーズ（2022年）、第5シリーズ（2024年）
3. ↑  第1期（2020年）、第2期『+』（2023年）
4. ↑  第6期（2022年）、第7期（2024年）
5. ↑  1st Season（2023年）、2nd Season（2024年）
6. ↑  第1期（2024年）、第2期（2024年）

### 初出話一覧
1. 1 2  サンタクロース 第4話初出
2. ↑  バニーガール先輩 第6話初出
3. ↑  サンタクロース 第5話初出
4. ↑  サンタクロース 第7話初出
5. ↑  第1話初出
6. ↑  第56話初出
7. ↑  第62話初出
8. ↑  第67話初出
9. ↑  第71話初出
10. 1 2 3  第13話初出
11. ↑  第2話初出
12. 1 2 3  第6話初出
13. 1 2 3  第9話初出
14. 1 2  第10話初出
15. 1 2  第11話初出
16. ↑  第1120話初出
17. 1 2 3 4 5  第4話初出
18. ↑  第18話初出
19. ↑  第36話初出
20. ↑  第14話初出
21. 1 2  第3話初出
22. ↑  第59話初出
23. ↑  第105話初出
24. 1 2 3 4 5 6  第5話初出
25. ↑  第17話初出
26. ↑  第19話初出
27. 1 2 3 4  第7話初出
28. ↑  第22話初出
29. 1 2  第8話初出
30. ↑  第21話初出